# Saltadorus
Saltadorus (лат.) — род цикадок из подсемейства Deltocephalinae (Cicadellidae). Южная Америка. Название рода происходит от испанского слова «saltador», обозначающего прыгуна.

## Описание
Цикадки светло-коричневого цвета. Длина около 4 мм. Род Saltadorus можно отличить по короткой голове; угловатому переходу макушки к лицу с многочисленными поперечными килями; пигоферу самца с парой боковых внутренних отростков, возникающих дорсально и выходящих за вершину пигофера, надрезанных дорсально у основания; сегменту X анальной трубки, очень длинному, склеротизованному латерально и с вентральными расширениями на вершине; и уникальной форме субгенитальных пластинок и эдеагуса. Макросетальная формула задних бёдер равна 2+2+1.

## Классификация
Известно два вида. Род был впервые описан в 2024 году. Новый род сходен с Brincadorus, поскольку оба имеют короткую голову, лобную часть макушки с углом и передним краем с многочисленными поперечными килями, а субгенитальные пластинки широко разделены с выемкой срединных краёв и без макрощетинок вдоль латерального края, но отличается строением гениталий. В ревизии 2024 года (когда были описаны несколько новых видов близкого рода Brincadorus) он считается непомещенным в какую-либо трибу из подсемейства Deltocephalinae. В мировой фауне насчитывается 2 вида
- Saltadorus blahniki Camisão & Zahniser & Takiya, 2024 — Перу (Madre de Dios)
- Saltadorus dietrichi Camisão & Zahniser & Takiya, 2024 — Перу (Huánuco)

## Распространение
Неотропика.